# Gerald Fitzgibbon
 (février 2019).
Gerald Fitzgibbon (8 octobre 1866 – 6 décembre 1942) est un avocat irlandais, Teachta Dála (député) et l'un des premiers juges de la Cour suprême d'Irlande.